# Spotter Lake
Spotter Lake är en sjö i Kanada.   Den ligger i Thunder Bay District och provinsen Ontario, i den sydöstra delen av landet, 800 km väster om huvudstaden Ottawa. Spotter Lake ligger 362 meter över havet. Arean är 0,28 kvadratkilometer. Den sträcker sig 0,6 kilometer i nord-sydlig riktning, och 0,8 kilometer i öst-västlig riktning.
I omgivningarna runt Spotter Lake växer i huvudsak blandskog. Trakten runt Spotter Lake är nära nog obefolkad, med mindre än två invånare per kvadratkilometer.